# Swaniwka
Swaniwka (ukrainisch Званівка; russisch Звановка Swanowka) ist ein Dorf in der ukrainischen Oblast Donezk mit etwa 1400 Einwohnern.

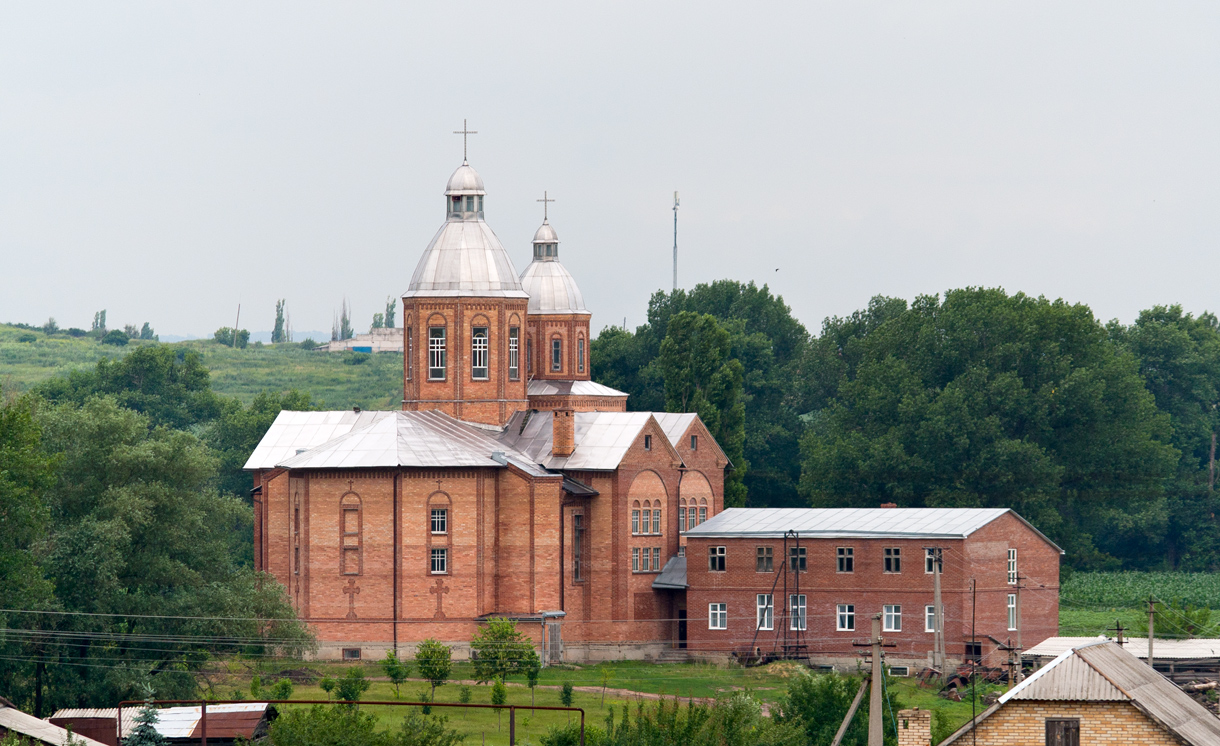
Das Herz-Jesu-Kloster von Swaniwka

Das erstmals in der ersten Hälfte des 19. Jahrhunderts schriftlich erwähnte Dorf liegt am Fluss Bachmutka und an der Bahnstrecke Charkiw–Horliwka, 25 km nördlich vom Rajonszentrum Bachmut und 92 Kilometer nördlich vom Oblastzentrum Donezk entfernt.
Es lag ab 1802 im russischen Gouvernement Jekaterinoslaw, war ab 1923 ein Teil der Ukrainischen SSR, seit 1991 dann Teil der heutigen Ukraine.

## Verwaltungsgliederung
Am 3. April 2017 wurde das Dorf zum Zentrum der neugegründeten Landgemeinde Swaniwka (ukrainisch Званівська сільська громада/Swaniwska silska silska hromada), zu dieser zählten auch die 5 in der untenstehenden Tabelle aufgelisteten Dörfer, bis dahin bildete es zusammen mit den Dörfern Kusmyniwka und Perejisne die gleichnamige Landratsgemeinde Swaniwka (Званівська сільська рада/Swaniwska silska rada) im Norden des Rajons Bachmut.
Folgende Orte sind neben dem Hauptort Swaniwka Teil der Gemeinde:
| Name                     | Name              | Name                                |
| ukrainisch transkribiert | ukrainisch        | russisch                            |
| ------------------------ | ----------------- | ----------------------------------- |
| Iwano-Darjiwka           | Івано-Дар'ївка    | Ивано-Дарьевка (Iwano-Darjewka)     |
| Kusmyniwka               | Кузьминівка       | Кузьминовка (Kusminowka)            |
| Nowoseliwka              | Новоселівка       | Новосёловка (Nowosjolowka)          |
| Perejisne                | Переїзне          | Переездное (Perejesdnoje)           |
| Werchnjokamjanske        | Верхньокам'янське | Верхнекаменское (Werchnekamenskoje) |